# مولی ساندن
مولی ساندن (انگلیسی: Molly Sandén؛ زادهٔ ۳ ژوئیهٔ ۱۹۹۲) خواننده-ترانه‌پرداز، خواننده، بازیگر، مجری تلویزیون، و صدا پیشه اهل سوئد است.